# باغ غل (حومة بم)
باغ غل (بالفارسية: باغ گل) هي قرية تقع في إيران في منطقة مركزية ريفية. يقدر عدد سكانها بـ 241 نسمة بحسب إحصاء 2016.